# Eberhard Reininghaus
Eberhard Reininghaus (bis 1919 Edler von Reininghaus; * 14. August 1890 in Graz; † 18. Oktober 1950 in München) war ein österreichischer Versicherungsmanager. 1936 war er maßgeblich an der Aufarbeitung des Phönix-Skandals beteiligt; von 1945 bis zu seinem Tod war er Generaldirektor der Münchener Rückversicherungs-Gesellschaft.

## Biografie
Reininghaus entstammte der Grazer Brauherren-Dynastie und studierte von 1910 bis 1919 – unterbrochen durch Kriegsdienst im Ersten Weltkrieg und Gefangenschaft – Rechtswissenschaften an der Universität Wien. Seit dieser Zeit war er mit dem späteren Finanzminister Viktor Kienböck eng befreundet. Nach seinem Studium trat Reininghaus in die Phönix-Versicherung ein, wechselte dann zur Verkehrsgesellschaft Anglo-Danubian Lloyd, bei der er bis zum Generaldirektor-Stellvertreter aufstieg. 1927 wurde er zum Generaldirektor der Wechselseitigen Brandschadens-Versicherung bestellt. Diese Funktion behielt er, bis er nach dem plötzlichen Tod (erst später sollte sich herausstellen, dass es sich um Selbstmord gehandelt hatte) von Wilhelm Berliner dessen Nachfolger als Chef der Phönix-Lebensversicherungsgesellschaft wurde.
In einem verschlossenen Umschlag händigte der Chefbuchhalter des Unternehmens dem neuen Generaldirektor schließlich die wahren Firmenbilanzen aus, seit Jahren hatte man unter Führung Berliners Bilanzfälschung im großen Stil praktiziert. Der Chef der österreichischen Versicherungsaufsicht beging in der Folge Selbstmord, einige führende Mitarbeiter der Phönix wurden zu Haftstrafen verurteilt. Reininghaus war an der Aufarbeitung der Affäre maßgeblich beteiligt; nach Liquidierung der Phönix wurde er Direktor der Allgemeinen-Elementar-Phönix-Gesellschaft, einer Tochter der Münchener Rückversicherungs-Gesellschaft.
Von 1934 bis 1936 war er Mitglied des Bundeswirtschaftsrates im österreichischen Ständestaat.
Am 14. März 1938 wurde Reininghaus, der als „nichtarisch“ („Mischling zweiten Grades“) angesehen wurde, von den nationalsozialistischen Machthabern aller Ämter enthoben und inhaftiert; die Nationalsozialisten planten einen Schauprozess gegen die „jüdischen Schuldigen“ am Phönix-Skandal; ein Strafverfahren wegen verbrecherischer Untreue wurde gegen ihn eingeleitet, aber anscheinend nicht abgeschlossen. Er blieb während der NS-Zeit in unauffälliger Position bei der Münchener Rückversicherungs-Gesellschaft beschäftigt. Nach Kriegsende wurde er Generaldirektor des Unternehmens und übte diese Funktion bis zu seinem Tod aus.
Nach 1945 war Reininghaus auch im Aufsichtsrat der Brauerei Schwechat.